# トムフール
トムフール（Tom Fool、1949年3月31日 - 1976年8月20日）とはアメリカの競走馬。鹿毛の牡のサラブレッドである。1953年に史上2頭目のニューヨークハンデキャップ三冠を達成するなど活躍した。

## 戦績
2歳時はフューチュリティステークスなど7戦5勝2着2回の成績で1951年のアメリカ最優秀2歳牡馬に選ばれた。だが、期待された翌年のクラシック路線では熱発で出走すらかなわず、年後半になって調子を取り戻すも6勝に終わった。
4歳になって、トムフールは強さに磨きがかかり10戦無敗、ウィスクブルーム以来2頭目となるニューヨークハンデキャップ三冠を制した。サイゾンビーステークスではネイティヴダンサーとの対決が期待されたが、ネイティヴダンサーが故障により回避したため実現はしなかった。この年はアメリカ年度代表馬、最優秀古牡馬、最優秀スプリンターに選出されている。30戦21勝2着7回、獲得賞金は570,165ドル。

## 引退後
引退後はグリーンツリーで種牡馬となり、バックパサー、ティムタムを輩出するなど大きな功績を残した。また、母の父として高く評価されており、1971年にはアメリカのリーディングブルードメアサイアーに輝いている。1972年に種牡馬を引退。
1976年、27歳で死亡。遺体はケンタッキー州レキシントンにあるグリーンツリーに埋葬されている。

## 評価

### 表彰
- 1951年 - 2歳牡馬部門受賞
- 1953年 - 賞古馬部門・短距離部門・年度代表馬受賞

### 種牡馬成績
- 1971年 - 全米リーディングブルードメアサイアー

### 褒章
- 1960年 - アメリカ競馬名誉の殿堂博物館による「競馬の殿堂」に選出され、殿堂入りとなる。
- 1999年 - ブラッド・ホース誌による20世紀のアメリカ名馬100選において11位に選ばれる。

## 血統表
| トムフールの血統（メノウ系） / St.Simon5×5=6.25% | トムフールの血統（メノウ系） / St.Simon5×5=6.25% | トムフールの血統（メノウ系） / St.Simon5×5=6.25% | （血統表の出典）   | （血統表の出典） |
| 父 Menow 1935 黒鹿毛                             | 父の父Pharamond 1925 黒鹿毛                      | Phalaris                                         | Polymelus          | Polymelus        |
| 父 Menow 1935 黒鹿毛                             | 父の父Pharamond 1925 黒鹿毛                      | Phalaris                                         | Bromus             |                  |
| 父 Menow 1935 黒鹿毛                             | 父の父Pharamond 1925 黒鹿毛                      | Selene                                           | Chaucer            | Chaucer          |
| 父 Menow 1935 黒鹿毛                             | 父の父Pharamond 1925 黒鹿毛                      | Selene                                           | Serenissima        |                  |
| 父 Menow 1935 黒鹿毛                             | 父の母Alcibiades 1927 栗毛                       | Supremus                                         | Ultimus            | Ultimus          |
| 父 Menow 1935 黒鹿毛                             | 父の母Alcibiades 1927 栗毛                       | Supremus                                         | Mandy Hamilton     |                  |
| 父 Menow 1935 黒鹿毛                             | 父の母Alcibiades 1927 栗毛                       | Regal Roman                                      | Roi Herode         | Roi Herode       |
| 父 Menow 1935 黒鹿毛                             | 父の母Alcibiades 1927 栗毛                       | Regal Roman                                      | Lady Cicero        |                  |
| 母 Gaga 1942 鹿毛                                | 母の父Bull Dog 1927 黒鹿毛                       | Teddy                                            | Ajax               | Ajax             |
| 母 Gaga 1942 鹿毛                                | 母の父Bull Dog 1927 黒鹿毛                       | Teddy                                            | Rondeau            |                  |
| 母 Gaga 1942 鹿毛                                | 母の父Bull Dog 1927 黒鹿毛                       | Plucky Liege                                     | Spearmint          | Spearmint        |
| 母 Gaga 1942 鹿毛                                | 母の父Bull Dog 1927 黒鹿毛                       | Plucky Liege                                     | Concertina         |                  |
| 母 Gaga 1942 鹿毛                                | 母の母Alpoise 1937 鹿毛                          | Equipoise                                        | Pennant            | Pennant          |
| 母 Gaga 1942 鹿毛                                | 母の母Alpoise 1937 鹿毛                          | Equipoise                                        | Swinging           |                  |
| 母 Gaga 1942 鹿毛                                | 母の母Alpoise 1937 鹿毛                          | Laughing Queen                                   | Sun Briar          | Sun Briar        |
| 母 Gaga 1942 鹿毛                                | 母の母Alpoise 1937 鹿毛                          | Laughing Queen                                   | Cleopatra F-No.3-j |                  |

- 三代母Laughing Queenの全兄に、1925年のホープフルステークスとフューチュリティステークスを勝ち、アメリカ最優秀２歳牡馬に選出されたPompeyがいる。
- 半妹New Years Eveの末裔に2021年エリザベス女王杯勝ち馬のアカイイトがいる。